# Farmacêuticas da Treta
Farmacêuticas da Treta: Como as empresas da indústria farmacêutica induzem os médicos em erro e fazem mal aos doentes é um livro do médico e académico britânico Ben Goldacre sobre a indústria farmacêutica, a sua relação com a profissão médica e até que ponto ela controla a pesquisa académica sobre os seus próprios produtos.  Foi publicado no Reino Unido em setembro de 2012 pela editora Fourth Estate da HarperCollins e nos Estados Unidos em fevereiro de 2013 pela Faber and Faber.
Goldacre argumenta no livro que "todo o edifício da medicina está quebrado", porque as evidências nas quais se baseia são sistematicamente distorcidas pela indústria farmacêutica.  Goldacre escreve que a indústria financia a maioria dos ensaios clínicos nos seus próprios produtos e grande parte da educação continuada dos médicos, que os ensaios clínicos são frequentemente conduzidos em pequenos grupos de indivíduos não representativos e dados negativos são rotineiramente retidos, e que artigos académicos aparentemente independentes podem ser planeados e até mesmo escritos por empresas farmacêuticas ou pelos seus contratados, sem divulgação.  Descrevendo a situação como um "desastre assassino", Goldacre faz sugestões de ação por grupos de pacientes, médicos, académicos e a própria indústria.
Em resposta à publicação do livro, a Associação da Indústria Farmacêutica Britânica emitiu uma declaração em 2012 argumentando que os exemplos oferecidos no livro eram históricos, que as preocupações tinham sido abordadas, que a indústria está entre as mais regulamentadas do mundo e que divulga todos os dados de acordo com os padrões internacionais.
Em janeiro de 2013, Goldacre juntou-se à Colaboração Cochrane, ao British Medical Journal e a outros na criação do AllTrials, uma campanha que apelava à divulgação dos resultados de todos os ensaios clínicos passados e atuais. O Comité de Contas Públicas da Câmara dos Comuns Britânica expressou preocupação em janeiro de 2014 com o facto de as empresas farmacêuticas ainda publicarem apenas cerca de 50 por cento dos resultados dos ensaios clínicos.

## Sinopse

### Introdução
Goldacre escreve na introdução de Farmacêuticas da Treta que pretende defender o seguinte:
Os medicamentos são testados pelas pessoas que os fabricam, em ensaios mal concebidos, em números irremediavelmente pequenos de pacientes estranhos e não representativos, e analisados usando técnicas que são falhas por conceção, de tal forma que exageram os benefícios dos tratamentos. Sem surpresa, estes ensaios tendem a produzir resultados que favorecem o fabricante. Quando os ensaios apresentam resultados que as empresas não gostam, elas têm todo o direito de escondê-los de médicos e pacientes, então nós apenas vemos uma imagem distorcida dos verdadeiros efeitos de qualquer medicamento. Os reguladores veem a maioria dos dados dos ensaios, mas apenas desde o início da vida de um medicamento, e mesmo assim eles não fornecem estes dados a médicos ou pacientes, ou mesmo a outras partes do governo. Estas evidências distorcidas são então comunicadas e aplicadas de forma distorcida.

 Nos seus quarenta anos de prática após concluírem a faculdade de medicina, os médicos ouvem sobre o que funciona por meio de tradições orais ad hoc, de representantes de vendas, colegas ou periódicos. Mas estes colegas podem ser pagos por empresas farmacêuticas – muitas vezes não divulgado – e os periódicos também. E também os grupos de pacientes. E, finalmente, os artigos académicos, que todos consideram objetivos, são frequentemente planeados e escritos secretamente por pessoas que trabalham diretamente para as empresas, sem divulgação. Às vezes, periódicos académicos inteiros são até mesmo propriedade exclusiva de uma única empresa farmacêutica. Além de tudo isto, para vários dos problemas mais importantes e duradouros da medicina, não temos ideia de qual é o melhor tratamento, porque não é do interesse financeiro de ninguém conduzir qualquer ensaio clínico. 

### Capítulo 1: "Dados em Falta"
Em "Dados em Falta", Goldacre argumenta que os ensaios clínicos realizados por empresas farmacêuticas rotineiramente chegam a conclusões favoráveis à empresa. Por exemplo, num artigo de 2007 publicado na revista PLOS Medicine, investigadores estudaram todos os ensaios publicados sobre estatinas, medicamentos prescritos para reduzir os níveis de colesterol. Nos 192 ensaios analisados, os ensaios financiados pela indústria tiveram 20 vezes mais probabilidade de produzir resultados favoráveis ao medicamento.
Goldacre escreve que estes resultados positivos são alcançados de várias maneiras. Às vezes, os estudos patrocinados pela indústria são falhos por design (por exemplo, comparando o novo medicamento a um medicamento existente numa dose inadequada) e, às vezes, os pacientes são selecionados para tornar um resultado positivo mais provável. Além disso, os dados são analisados à medida que o teste progride. Se o teste parece estar a produzir dados negativos, ele é interrompido prematuramente e os resultados não são publicados, ou se estiver a produzir dados positivos, pode ser interrompido precocemente para que os efeitos de longo prazo não sejam examinados. Goldacre escreve que este viés de publicação, onde os resultados negativos permanecem não publicados, é endêmico na medicina e na academia. Como consequência, Goldacre argumenta, os médicos podem não ter ideia de quais são os efeitos dos medicamentos que prescrevem.
Um exemplo que Goldacre dá da dificuldade de obter dados ausentes de empresas farmacêuticas é o do oseltamivir (Tamiflu), fabricado pela Roche para reduzir as complicações da gripe aviária. Os governos gastaram milhares de milhões de libras estocando-o, com base em grande parte numa meta-análise financiada pela indústria. Bad Pharma regista os esforços de investigadores independentes, particularmente Tom Jefferson, do Grupo Respiratório da Colaboração Cochrane, para obter acesso a informações sobre o medicamento.

### Capítulo 2: "De Onde Vêm os Novos Medicamentos?"
No segundo capítulo, o livro descreve o processo conforme novos medicamentos passam dos testes em animais para a fase 1 (estudo primeiro no homem), fase 2 e fase 3 de ensaios clínicos. Os participantes da fase 1 são chamados de voluntários, mas nos EUA recebem de 200 a 400 dólares por dia e, como os estudos podem durar várias semanas e os sujeitos podem-se voluntariar várias vezes ao ano, o potencial de ganho torna-se o principal motivo para a participação.  Os participantes geralmente são retirados dos grupos mais pobres da sociedade, e a terceirização significa cada vez mais que os ensaios podem ser conduzidos em países com baixos salários por organizações de investigação contratadas (CROs). A taxa de crescimento dos ensaios clínicos na Índia é de 20% ao ano, na Argentina de 27% e na China de 47%, enquanto os ensaios no Reino Unido caíram 10% ao ano e nos EUA em seis por cento.
A mudança para a terceirização levanta questões sobre a integridade dos dados, a supervisão regulatória, as dificuldades linguísticas, o significado do consentimento informado entre uma população muito mais pobre, os padrões de atendimento clínico, a extensão em que a corrupção pode ser considerada rotineira em certos países e o problema ético de aumentar as expectativas de uma população em relação a medicamentos que a maior parte dessa população não pode pagar.  Também levanta a questão de se os resultados de ensaios clínicos usando uma população podem invariavelmente ser aplicados em outros lugares. Existem diferenças sociais e físicas: Goldacre pergunta se os pacientes diagnosticados com depressão na China são realmente os mesmos que os pacientes diagnosticados com depressão na Califórnia e observa que as pessoas de ascendência asiática metabolizam os medicamentos de forma diferente dos ocidentais.
Também houve casos de tratamento disponível sendo suspenso durante ensaios clínicos. Em 1996, em Kano, Nigéria, a empresa farmacêutica Pfizer comparou um novo antibiótico durante um surto de meningite a um antibiótico concorrente que era conhecido por ser eficaz numa dose mais alta do que a usada durante o ensaio. Goldacre escreve que 11 crianças morreram, divididas quase igualmente entre os dois grupos. As famílias que participaram do ensaio aparentemente não foram informadas de que o antibiótico concorrente na dose eficaz estava disponível na Médicos Sem Fronteiras no edifício ao lado.

### Capítulo 3: "Maus Reguladores"
O capítulo três descreve o conceito de “captura regulatória”, por meio do qual um regulador – como a Agência Reguladora de Medicamentos e Produtos de Saúde (MHRA) no Reino Unido, ou a Administração de Alimentos e Medicamentos (FDA) nos Estados Unidos – acaba promovendo os interesses das empresas farmacêuticas em vez dos interesses do público. Goldacre escreve que isto acontece por uma série de razões, incluindo a porta giratória de funcionários entre o regulador e as empresas, e o facto de que amizades  desenvolvem-se entre o regulador e os funcionários da empresa simplesmente porque eles têm conhecimento e interesses em comum. O capítulo também discute desfecho substitutos e aprovação acelerada, e a dificuldade de ter medicamentos ineficazes removidos do mercado depois de terem sido aprovados.  Goldacre argumenta que os reguladores não exigem que os novos medicamentos ofereçam uma melhoria em relação ao que já está disponível, ou mesmo que sejam particularmente eficazes.

### Capítulo 4: "Maus Ensaios"
"Maus Ensaios" examina as formas pelas quais os ensaios clínicos podem apresentar falhas. Goldacre escreve que isto acontece por planeamento e análise, e que tem o efeito de maximizar os benefícios de um medicamento e minimizar os danos. Houve casos de fraude, embora ele diga que são raros. Mais comuns são o que ele chama de "truques ardilosos, situações de risco e travessuras elegantes nas margens da aceitabilidade".
Isto inclui testar medicamentos em pacientes não representativos, "estranhamente ideais"; comparar novos medicamentos a algo conhecido por ser ineficaz ou eficaz numa dose diferente ou se usado de forma diferente; conduzir ensaios que são muito curtos ou muito pequenos; e interromper os ensaios mais cedo ou mais tarde.  Também inclui medir resultados não informativos; empacotar os dados de forma que sejam enganosos; ignorar pacientes que desistem (ou seja, usar análise por protocolo, onde apenas os pacientes que concluem o ensaio são contados nos resultados finais, em vez de análise de intenção de tratar, onde todos que iniciam o ensaio são contados); alterar o resultado principal do ensaio uma vez que ele tenha terminado; produzir análises de subgrupos que mostram resultados aparentemente positivos para certos grupos bem definidos (como homens chineses entre 56 e 71 anos), ocultando assim um resultado negativo geral; e conduzir "ensaios de semeadura", onde o objetivo é persuadir os médicos a usar o medicamento.
Outra crítica é que os resultados são apresentados em termos de redução de risco relativo para exagerar os benefícios aparentes do tratamento. Por exemplo, Goldacre escreve, se quatro pessoas em cada 1.000 sofrerem um ataque cardíaco dentro de um ano, mas tomando estatinas apenas duas, isso representa uma redução de 50% se expressa como redução de risco relativo. Mas se expressa como redução de risco absoluto, representa uma redução de apenas 0,2%.

### Capítulo 5: "Ensaios Maiores e Mais Simples"
No capítulo cinco, Goldacre sugere o uso do Banco de Dados de Investigação de Clínica Geral do Reino Unido, que contém os registos anonimizados de vários milhões de pacientes, para conduzir ensaios clínicos randomizados a fim de determinar o mais eficaz entre os tratamentos concorrentes. Por exemplo, para comparar duas estatinas, atorvastatina e sinvastatina, os médicos designariam aleatoriamente os pacientes para uma ou outra. Os pacientes seriam acompanhados por meio de dados sobre os seus níveis de colesterol, ataques cardíacos, derrames e mortes, extraídos de seus prontuários médicos computadorizados. Os ensaios clínicos não seriam cegos – os pacientes saberiam qual estatina lhes foi prescrita– mas Goldacre escreve que seria improvável que tivessem convicções tão firmes sobre qual delas é preferível, na medida em que isso pudesse afetar a sua saúde.

### Capítulo 6: "Marketing"
No capítulo final, Goldacre analisa como os médicos são persuadidos a prescrever "medicamentos me-too", medicamentos de marca que não são mais eficazes do que aqueles significativamente mais baratos e sem patente. Goldacre cita como exemplos as estatinas atorvastatina (Lipitor, fabricada pela Pfizer) e sinvastatina (Zocor), que, segundo ele, parecem ser igualmente eficazes, ou pelo menos não há evidências que sugiram o contrário. A sinvastatina perdeu a patente há vários anos, mas ainda existem três milhões de prescrições anuais de atorvastatina no Reino Unido, custando ao Serviço Nacional de Saúde (NHS) um adicional anual de £ 165 milhões.
Goldacre aborda a questão da medicalização de certas condições (ou, como Goldacre argumenta, da personalidade), por meio da qual as empresas farmacêuticas "ampliam os limites do diagnóstico" antes de oferecer soluções. A disfunção sexual feminina foi destacada em 1999 por um estudo publicado no Journal of the American Medical Association, que alegou que 43% das mulheres sofriam dela. Após a publicação do artigo, o New York Times escreveu que dois de seus três autores haviam trabalhado como consultores para a Pfizer, que na época preparava-se para lançar o UK-414.495, conhecido como Viagra feminino. O editor do periódico disse que a omissão em divulgar a relação com a Pfizer foi um erro do periódico.
O capítulo também examina o endosso de celebridades a certos medicamentos, até que ponto as alegações em anúncios direcionados a médicos são adequadamente originadas e se a publicidade direta ao consumidor (atualmente permitida nos EUA e na Nova Zelândia) deve ser permitida.  Goldacre discute como as empresas de RP promovem histórias de pacientes que reclamam nos média de que certos medicamentos não são disponibilizados pelo financiador, que no Reino Unido é o NHS e o Instituto Nacional de Saúde e Excelência Clínica (NICE). Duas pacientes com cancro de mama que fizeram campanha no Reino Unido em 2006 para que o trastuzumabe (Herceptin) estivesse disponível no NHS estavam a ser guiadas por um escritório de advocacia que trabalhava para a Roche, a fabricante do medicamento. A historiadora Lisa Jardine, que sofria de cancro de mama, disse ao Guardian que havia sido abordada por uma empresa de RP que trabalhava para a empresa.
O capítulo também aborda a influência dos delegados médicos, como os ghostwriters são contratados pelas empresas farmacêuticas para escrever artigos para serem publicados por académicos, quão independentes são realmente os periódicos académicos, como as empresas farmacêuticas financiam a educação continuada dos médicos e como os grupos de pacientes são frequentemente financiados pela indústria.

### Posfácio: "Melhores Dados"
No posfácio e ao longo do livro, Goldacre apresenta sugestões de ações para médicos, estudantes de medicina, pacientes, grupos de pacientes e a indústria. Goldacre aconselha médicos, enfermeiros e gestores a pararem de se reunir com delegados médicos, a bani-los de clínicas, hospitais e faculdades de medicina, a declarar online e nas salas de espera todos os presentes e hospitalidade recebidos da indústria e a remover todo o material promocional das empresas farmacêuticas dos consultórios e salas de espera. (Goldacre elogia o site da Associação Americana de Estudantes de Medicina – www.amsascorecard.org – que classifica as instituições de acordo com as suas políticas de conflito de interesses, escrevendo que isso o deixa "choroso".) Goldacre também sugere a introdução de regulamentações para impedir que farmacêuticos compartilhem os registos de prescrição dos médicos com os delegados médicos.
Goldacre pede aos académicos que façam lobby ns suas universidades e sociedades académicas para proibir os académicos de se envolverem em ghostwriting e para fazer lobby por contribuições com "créditos de filme" no final de cada artigo académico, listando todos os envolvidos, incluindo quem iniciou a ideia de publicar o artigo.  Goldacre também pede a divulgação completa de todos os resultados de ensaios clínicos anteriores e uma lista de artigos académicos que foram, como ele diz, "manipulados" pela indústria, para que possam ser retirados ou anotados.  Goldacre pede aos funcionários da empresa farmacêutica que se tornem denunciantes, escrevendo um blog anónimo ou entrando em contacto com ele.
Goldacre aconselha os pacientes a perguntarem aos seus médicos se aceitam hospitalidade ou patrocínios de empresas farmacêuticas e, em caso afirmativo, a afixarem os detalhes nas suas salas de espera e a deixarem claro se é aceitável para o paciente que o médico discuta o seu histórico médico com os delegados médicos da empresa farmacêutica. Os pacientes que são convidados a participar num ensaio são aconselhados a solicitar, entre outras coisas, uma garantia por escrito de que o ensaio foi registado publicamente e de que o seu principal resultado será publicado no prazo de um ano após a sua conclusão. Goldacre aconselha os grupos de pacientes a escreverem às empresas farmacêuticas com o seguinte: "Estamos a conviver com esta doença; há algo que estejam a esconder? Se sim, digam-nos hoje."

## Recepção
O livro foi geralmente bem recebido. O Economist descreveu-o como "ligeiramente técnico, eminentemente legível, consistentemente chocante, ocasionalmente intimidador e assumidamente polémico".  Helen Lewis no New Statesman chamou-o de um livro importante,  enquanto Luisa Dillner, escrevendo no Guardian, descreveu-o como uma "obra completa de jornalismo médico investigativo".
Andrew Jack escreveu no Financial Times que Goldacre está "no seu melhor em dissecar metodicamente maus ensaios clínicos. ... Ele é menos forte em explicar a complexa realidade de fundo, como as restrições gerais e os deslizes individuais dos reguladores e dos funcionários das empresas farmacêuticas." Jack também argumentou que o livro não refletiu quantas vidas foram melhoradas pelo sistema atual, por exemplo, com novos tratamentos para HIV, artrite reumatoide e cancro.
Max Pemberton, um psiquiatra, escreveu no Daily Telegraph que “este é um livro para deixá-lo furioso... porque é sobre como as grandes empresas colocam os lucros acima do bem-estar dos pacientes, permitem que as pessoas morram porque não querem revelar evidências de investigações contundentes e os truques que usam para garantir que os médicos não tenham todas as evidências quando se trata de avaliar se um medicamento realmente funciona ou não."
A Associação da Indústria Farmacêutica Britânica (ABPI) respondeu no New Statesman que Goldacre estava "preso numa era passada, onde as empresas farmacêuticas ofereciam bebidas e jantares a médicos em troca de assinarem a linha pontilhada".  A ABPI emitiu um comunicado à imprensa, escrevendo que a indústria farmacêutica é responsável pela descoberta de 90% de todos os medicamentos e que leva em média de 10 a 12 anos e 1,1 mil milhões de libra para introduzir um medicamento no mercado, com apenas um em cada 5.000 novos compostos recebendo aprovação regulatória. Isto torna a investigação e o desenvolvimento um negócio caro e arriscado. Eles escreveram que a indústria é uma das mais fortemente regulamentadas do mundo e está comprometida em garantir total transparência na pesquisa e no desenvolvimento de novos medicamentos. Eles também sustentaram que os exemplos oferecidos por Goldacre form "há muito documentados e históricos, e as empresas envolvidas há muito tempo abordam estas questões". Goldacre argumenta no livro que "a tática mais perigosa de todas é a alegação persistente da indústria de que estes problemas estão todos no passado".
Humphrey Rang, da Sociedade Farmacológica Britânica, escreveu que Goldacre havia escolhido bem o seu alvo e produzido alguns exemplos chocantes de sigilo e desonestidade, particularmente a não divulgação de dados sobre o antidepressivo reboxetina (capítulo um), no qual apenas um ensaio em sete foi publicado (o estudo publicado apresentou resultados positivos, enquanto os ensaios não publicados sugeriram o contrário). Rang argumentou que Goldacre havia "exagerado" ao dedicar um capítulo inteiro (capítulo cinco) à recomendação de grandes ensaios clínicos usando dados eletrónicos de pacientes de médicos generalistas, sem apontar completamente o quão problemáticos eles podem ser; tais ensaios levantam questões, por exemplo, sobre consentimento informado e supervisão regulatória. Rang também criticou o estilo de Goldacre, descrevendo o livro como muito longo, repetitivo, hiperbólico e, em alguns pontos, muito coloquial. Rang opôs-se particularmente à frase "a medicina está quebrada", chamando-a de "observação tola".

## AllTrials
Após a publicação do livro, Goldacre co-fundou a AllTrials com David Tovey, editor-chefe da Biblioteca Cochrane, juntamente com o British Medical Journal, o Centre for Evidence-Based Medicine e outros no Reino Unido, e a Geisel School of Medicine do Dartmouth College e o Dartmouth Institute for Health Policy and Clinical Practice nos EUA. Criado em janeiro de 2013, o grupo faz campanha para que todos os ensaios clínicos passados e atuais sejam registados e relatados, para todos os tratamentos em uso.
O Comité de Contas Públicas da Câmara dos Comuns Britânica produziu um relatório em janeiro de 2014, após ouvir depoimentos de Goldacre, Fiona Godlee, editora-chefe do British Medical Journal, e outros, sobre o estoque de Tamiflu e a ocultação de dados sobre o medicamento por seu fabricante, a Roche. O comité afirmou estar "surpreso e preocupado" ao saber que informações de ensaios clínicos são rotineiramente ocultadas dos médicos e recomendou que o Departamento de Saúde tomasse medidas para garantir que todos os dados de ensaios clínicos fossem disponibilizados para os tratamentos atualmente prescritos.

## Detalhes da publicação
- Bad Pharma: How drug companies mislead doctors and harm patients, Fourth Estate, 2012 (Reino Unido). ISBN 978-0-00-735074-2
- Faber e Faber, 2013 (EUA). ISBN 978-0-86547-800-8
- Signal, 2013 (Canadá). ISBN 978-0-7710-3629-3
- Em dezembro de 2012, os direitos estrangeiros foram vendidos para o Brasil, República Checa , Holanda, Alemanha, Israel, Itália, Coreia, Noruega, Polónia, Portugal, Espanha e Turquia.